# Rudolf Blass
Rudolf Blass (Saarlouis, Alemania, 5 de octubre de 1948) es un deportista alemán que compitió para la RFA en piragüismo en la modalidad de aguas tranquilas. Ganó dos medallas de plata en el Campeonato Mundial de Piragüismo en los años 1971 y 1973.

## Palmarés internacional
| Campeonato Mundial | Campeonato Mundial    | Campeonato Mundial | Campeonato Mundial |
| Año                | Lugar                 | Medalla            | Competición        |
| ------------------ | --------------------- | ------------------ | ------------------ |
| 1971               | Belgrado (Yugoslavia) | Medalla de plata   | K4 1000 m          |
| 1973               | Tampere (Finlandia)   | Medalla de plata   | K4 10 000 m        |